# Josiane Tito
Josiane da Silva Tito -más conocida como Josiane Tito- (Río de Janeiro, 8 de agosto de 1979) es una deportista brasileña de atletismo.
Fue parte del conjunto femenino de atletismo brasileño que se alzó con la medalla de bronce junto a Maria Alimaro, Geisa Coutinho y Lucimar Teodoro en la modalidad 4 x 400 m relevo en los Juegos Panamericanos de 2003 en Santo Domingo. En el ámbito olímpico, ha representado a Brasil en los Juegos Olímpicos de Atenas 2004 y en los Juegos Olímpicos de Pekín 2008.
A nivel iberoamericano, recibió la medalla de oro en los 4 x 400 m relevo junto a Geisa Coutinho, Lucimar Teodoro y Maria Laura Almirão en el XI Campeonato Iberoamericano de Atletismo de 2004 en Huelva, España; en esta instancia, y con un tiempo de 3min28s60, dicho grupo logró una nueva plusmarca iberoamericana en dicha disciplina. En 2008, recibió la medalla de plata junto a Maria Laura Almirão, Perla Regina dos Santos y Sheila Ferreira en la misma disciplina del XIII Campeonato Iberoamericano de Atletismo de 2008 en Iquique, Chile.
A nivel sudamericano, ganó la medalla de bronce por los 400 m en el 42.º Campeonato Sudamericano de Atletismo realizado en Barquisimeto 2003, mientras que en 2007, recibió la presea dorada en la 45.ª versión de este torneo realizado en São Paulo en la misma disciplina y en los 4 × 400 m relevo.
En el año 2009 fue suspendida por dos años tras dar positivo en un examen antidopaje realizado antes del inicio del Campeonato Mundial de Atletismo en Berlín.